# 鳥取温泉

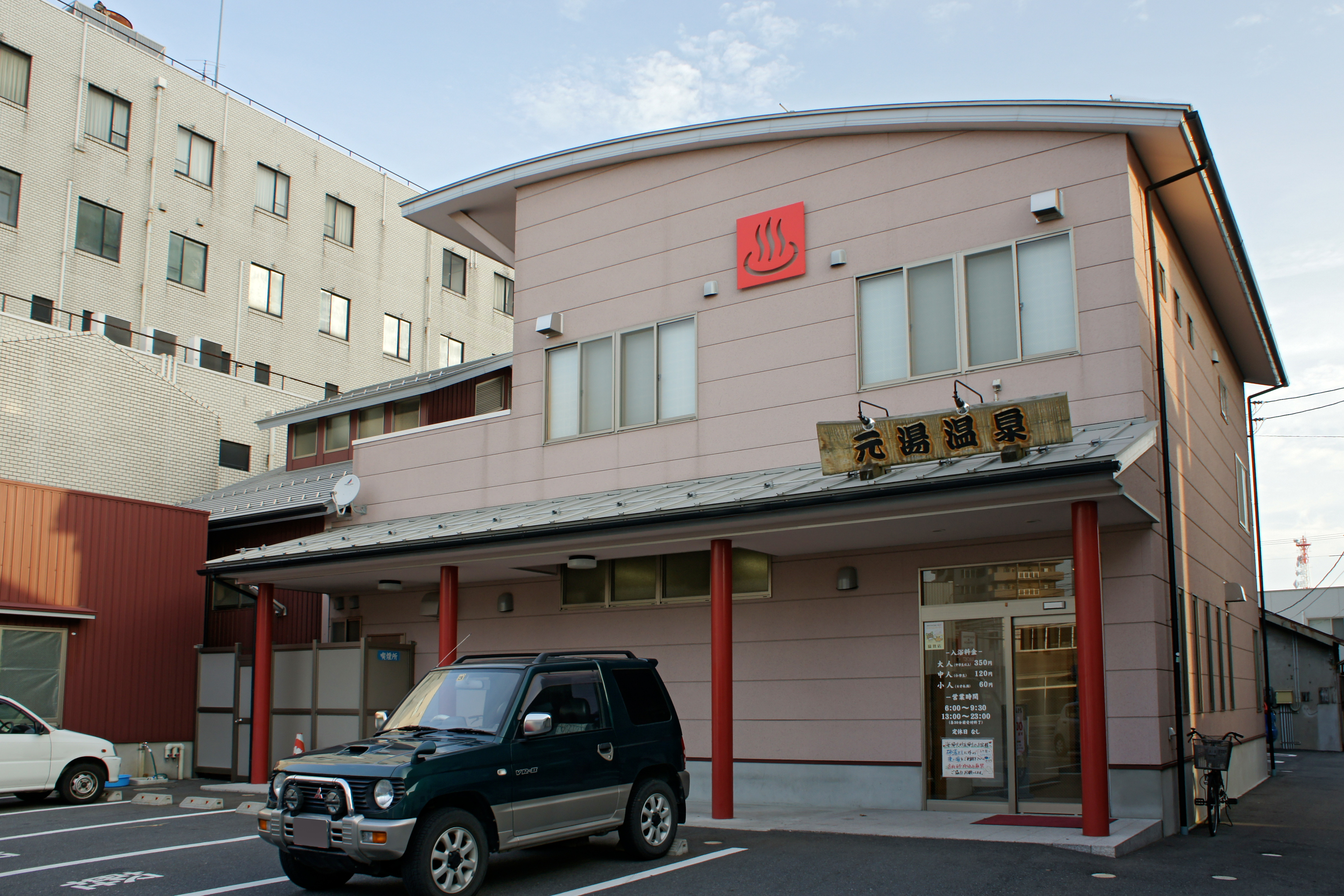
元湯温泉

鳥取温泉（とっとりおんせん）は、鳥取県鳥取市にある温泉。鳥取駅に近い市街地中心部にある温泉で、珍しい県庁所在地の市街地に湧く温泉である。

## 泉質
新泉質表記では硫酸塩泉（ナトリウム - 硫酸塩・塩化物泉）。旧泉質表記では含芒硝食塩泉ないし含食塩芒硝泉である。
湧出温度は48℃である。神経痛や疲労回復に卓効がある。
源泉は地下20～50mの砂礫層や礫岩層から動力で汲み上げている。

## 温泉街
鳥取市の中心部の市街地に温泉が湧出している。湯田温泉（山口市）などと並び、県庁所在地の繁華街に存在する温泉である。旅館は線路の北側に3軒、南側にも1軒存在する。

## 歴史
鳥取市内には久松山のふもとに湯所町という地名があり、ここで湯下駄が発見されたことからこの名が生まれたとされているため、当時からすでに温泉が出ていたとされている。しかし、いまの鳥取温泉の発見はずっと遅れている。
1897年（明治30年）に温泉が発見され、吉方温泉と命名された。ついで1904年（明治37年）11月に吉方の綿布商であった池内源六が飲料水の井戸を掘削している時に80℃の温泉が湧出したことで発見され、組合員組織で入浴させたのが始まりとされる。そのころの吉方一帯は水田地帯であったが、「温泉が出た」とわかると温泉発掘事業を始めるものが続出した。しかしボーリングの規模も小さく、線脈を掘り当てるまでには至らずに倒産するものもあったとされる。しかし、掘り当てた温泉を中心に田は次々に埋め立てられ、1907年（明治40年）ごろには日露戦争後の好景気も影響して茶屋や料理屋が立ち並ぶ賑わいとなった。
同年に鳥取市が出した「鳥取案内記」には吉方温泉について以下のように記されている。
| 「 | 高砂、常盤、朝日、桜、余加、妻鹿野、鳥取の八浴場あり。（中略）もしそれ酒肴を命ぜんか、和洋の料理その欲するところに従うべく、絃歌また禁ずるところにあらざるべし。吉方温泉場今日の盛況すでにかくの如し。鉄道開通のあかつき、外来の客を迎ふるに至らばその繁華を加ふべきこと想像のほかならん。 | 」 |

当時の吉方温泉に対し、いまの鳥取温泉を形作ったのは吉村欣二である。1923年（大正12年）に吉方温泉の泉脈は鳥取駅方面に伸びていると目途をつけた吉村は当時の金で私費52万円を投じて吉方から駅に向かって長さ１キロ、幅8メートルの通りの末広通をつけ、それに沿って4か所をボーリングした。その後4か所すべてで45～46℃の湯が噴出し、うち1つを公衆浴場にして一人4銭で入浴できるようにしたという。その後他の3つも一般に開放してもらうとともに、1925年（大正24年）に末広通の南側にもう一本の道路を通し、永楽通と名付け吉方とは別に二つの通りを挟んだ末広温泉、永楽温泉が鳥取温泉の中心になっていった。
最初に温泉が出たのは当時の鳥取市吉方町で、その後に末広町、寺町でも温泉が湧いた。温泉周辺は1960年（昭和35年）に「鳥取市吉方温泉町」という住所が新設された。さらに1969年（昭和44年）には、永楽通り周辺に「鳥取市永楽温泉町」、末広通り周辺に「鳥取市末広温泉町」という住所が新設された。源泉は30以上開発され、温泉や料亭など、鳥取駅前の一帯に温泉街が形成されるに至った。昭和初年度ごろまではポンプでくみ上げなくても自然と噴き出してくるほど豊富であったが、地下水の乱掘と利用増によって泉量の減少が危惧されていた。しかし、昭和58年に青谷地方の地震が起こって以来、再び泉温の上昇と泉量の増加がみられるようになった。
島崎藤村の『山陰土産』では、藤村は小銭屋という旅館で2泊を過ごし、次のように描いている。
| 「 | 島崎藤村 『山陰土産』 六 鳥取の二日 新らしい旅館は鳥取にいくらもある。温泉宿も多いと聞く。さういふ中で、私達が小銭屋のやうな古風な宿屋に泊つたのは、旅の心も落着いてよからう、といふ岡田君の勧めもあつたからで。旅人としての私は、僅か二日位の逗留の予定で、山陰道での松江につぐの都会といはれるやうなところに、どう深く入つて見ようもない。 （中略） 私達の泊つた鳥取の宿は古いといへば古い家で、煙草盆は古風な手提げのついたのだし、大きな菓子鉢には朱色の扇形の箸入を添へてだすやうな宿ではあつたけれど、わざとらしいところは少しもなく、客扱ひも親切で、気楽なところが好かつた。膳に向つて見ると、食器もすべて大切に保存されたやうな器ばかり。すゞしさうなガラスの皿に鮎の塩焼をのせてだしたのも夏らしい。こゝの料理は年とつたおかみさんの包丁と聞くが、大阪の宿を除いてはこゝで食はせるものは一番私の口に適つた。味もこまかい。旅人としての私は、自分等の前に置かれた宿屋の膳に向つて、吸物わんのふたを取つて見ただけでも、おほよそその地方を想像することが出来るやうな気もする。その意味から、旅の窓よりこの山陰の都会を望んで見た時は、さういふ味のこまかいところが鳥取かとも私には思はれた。 | 」 |

この「小銭屋」には、昭和天皇と皇太子・皇太子妃も宿泊している。

## 動静
鳥取県が入湯税を基に算出した調査に拠れば、鳥取温泉の年間利用者は毎年7万人から8万人で推移している。その数は2006年（平成18年）をピークに近年はやや減少傾向がみられるものの、1998年（平成10年）と比較すると増えている。鳥取県全体の温泉利用客数は1998年以来右肩下がりにあり、1998年から2010年で25%の減少だが、鳥取温泉に限ると17%増である。
1997年以前の温泉利用客数は計算方法が全く異なっており、各自治体の申告に基づく推計値である。これによると、1997年（平成9年）の鳥取温泉の利用客数は年間45万人で、バブル景気の頃にはピークを迎え、1989年（平成元年）には年間69万人が利用したことになっている。

## アクセス
- 鉄道：山陰本線鳥取駅より徒歩5分。